# Karl Steiner (Finanzwissenschaftler)

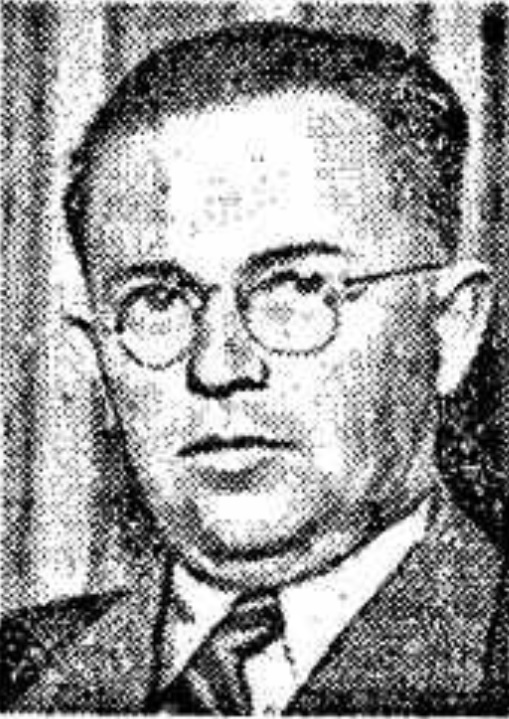
Karl Steiner (1949)

Karl Martin Steiner (* 24. Februar 1899 in Freiburg im Breisgau; † 3. November 1983) war ein deutscher Finanzwissenschaftler und -politiker. Er war Vizepräsident der Deutschen Zentralverwaltung der Finanzen, stellvertretender Leiter der Hauptverwaltung Finanzen der Deutschen Wirtschaftskommission und Leiter der Hauptabteilung Preise im Finanzministerium der DDR.

## Leben
Steiner war 1919 Volontär in einer Eisenbahnwerkstatt und absolvierte von 1919 bis 1920 eine kaufmännische Lehre. In den Jahren 1922 und 1923 war er Angestellter, Vertreter und Pächter in verschiedenen Firmen. Er studierte Volkswirtschaft sowie Rechtswissenschaft und wurde am 28. Juni 1930 an der Universität Innsbruck mit der Arbeit Der internationale genossenschaftliche Güteraustausch zum Dr. rer. pol. promoviert. Seit 1926 Mitglied der SPD, wurde Steiner 1933 wegen seiner sozialistischen Gesinnung entlassen. Nachfolgend unterstützte er die in der Illegalität operierende KPD, stellte dem Zentralkomitee seine Wohnung als Tagungsort zur Verfügung, beherbergte Walter Ulbricht und trat der Partei 1934 bei. Gemeinsam mit seiner Frau Ilse wurde Steiner 1936 verhaftet und zu zwei Jahren Zuchthaus in Verbindung mit dem Verlust der bürgerlichen Ehrenrechte wegen „Vorbereitung zum Hochverrat“ verurteilt; infolgedessen wurde ihm die Promotion aberkannt. Die Strafe verbüßte er in Brandenburg an der Havel. Nach seiner Freilassung 1938 arbeitete er als Vertreter und Wirtschaftsprüfer, anschließend war er von 1942 bis 1944 zur „Frontbewährung“ eingesetzt.
Nach dem Ende des Zweiten Weltkrieges war er 1945 Ortsbürgermeister von Berlin-Hermsdorf und Oberstaatsanwalt in Berlin-Reinickendorf, zudem Mitbegründer des Kulturbundes zur demokratischen Erneuerung Deutschlands. 1946 trat er in die SED ein. Nachdem er seit März 1946 Leiter des Berliner Preisamtes gewesen war, wurde er am 22. Februar 1947 durch Befehl des Obersten Chefs der Sowjetischen Militäradministration in Deutschland zum Vizepräsidenten für Preisfragen der Deutschen Finanzverwaltung (ab 1948 stellvertretender Leiter der DWK-Hauptverwaltung Finanzen) ernannt. In dieser Position war er vor allem mit Bekämpfung des Schwarzmarktes sowie Ausbau der Preiskontrolle beschäftigt und nahm an der ersten Verwaltungsratssitzung der Handelsorganisation teil. Nach der Gründung der DDR war er Leiter der Hauptabteilung Preise im Ministerium der Finanzen. Ab 1954 kam er jedoch unter anderem wegen einer despektierlichen Äußerung seiner Frau Ilse über Ulbricht für 18 Monate in Haft. Daraufhin war er bis 1966 wissenschaftlicher Mitarbeiter bei der Regierungskommission für Preise im Ministerium der Finanzen, von 1966 bis 1975 im Amt für Preise, und zuletzt Leiter der Informations- und Dokumentationsstelle im Forschungsamt des Amtes für Preise.

## Auszeichnungen
- Vaterländischer Verdienstorden in Silber (1964),[8] in Gold (1969)[9] sowie die Ehrenspange zum Vaterländischen Verdienstorden in Gold (1974)[10]
- Ehrenmitgliedschaft des Präsidialrates des Kulturbundes der DDR für „Verdienste um die Gründung und Entwicklung des Kulturbundes“ (1977)[11]